# Estación de Puertollano
Puertollano es una estación ferroviaria situada en el municipio español de Puertollano en la provincia de Ciudad Real, comunidad autónoma de Castilla-La Mancha. Fue inaugurada en 1992 tras la puesta en marcha de la línea de alta velocidad Madrid-Sevilla sustituyendo a la histórica estación que databa de 1864.
En el 2010, su tráfico de Media Distancia superó los 540 000 pasajeros. Cuenta también con conexiones de Larga Distancia especialmente en AVE hacia Madrid y Andalucía.

## Situación ferroviaria
La estación, que se encuentra situada a 709,32 metros de altitud, forma parte de las siguientes líneas de ferrocarril:
- Línea férrea de ancho internacional Madrid-Sevilla punto kilométrico 209,7.[3]
- Línea férrea de ancho ibérico Ciudad Real-Badajoz, punto kilométrico 213,7.[4]
- Línea férrea de ancho ibérico Puertollano-Refinería, punto kilométrico 213,7.[5]

## Historia
El ferrocarril llegó a Puertollano el 19 de agosto de 1864 con la apertura del tramo Ciudad Real-Puertollano de la línea que buscaba unir Ciudad Real con Badajoz. La Compañía de los Caminos de Hierro de Ciudad Real a Badajoz fue la impulsora de la línea y su gestora hasta el 8 de abril de 1880 fecha en la cual fue absorbida por MZA. En 1941, la nacionalización del ferrocarril en España supuso la desaparición de MZA y su integración en la recién creada RENFE. En 1991 se inició la construcción de una nueva estación para dar servicio a la primera línea de alta velocidad construida en España, la Madrid-Sevilla. El recinto fue inaugurado un año después integrándose en él el nuevo trazado y el trazado convencional. Desde el 31 de diciembre de 2004 Renfe Operadora explota las líneas existentes mientras que Adif es la titular de las instalaciones ferroviarias incluyendo la estación.

## La estación

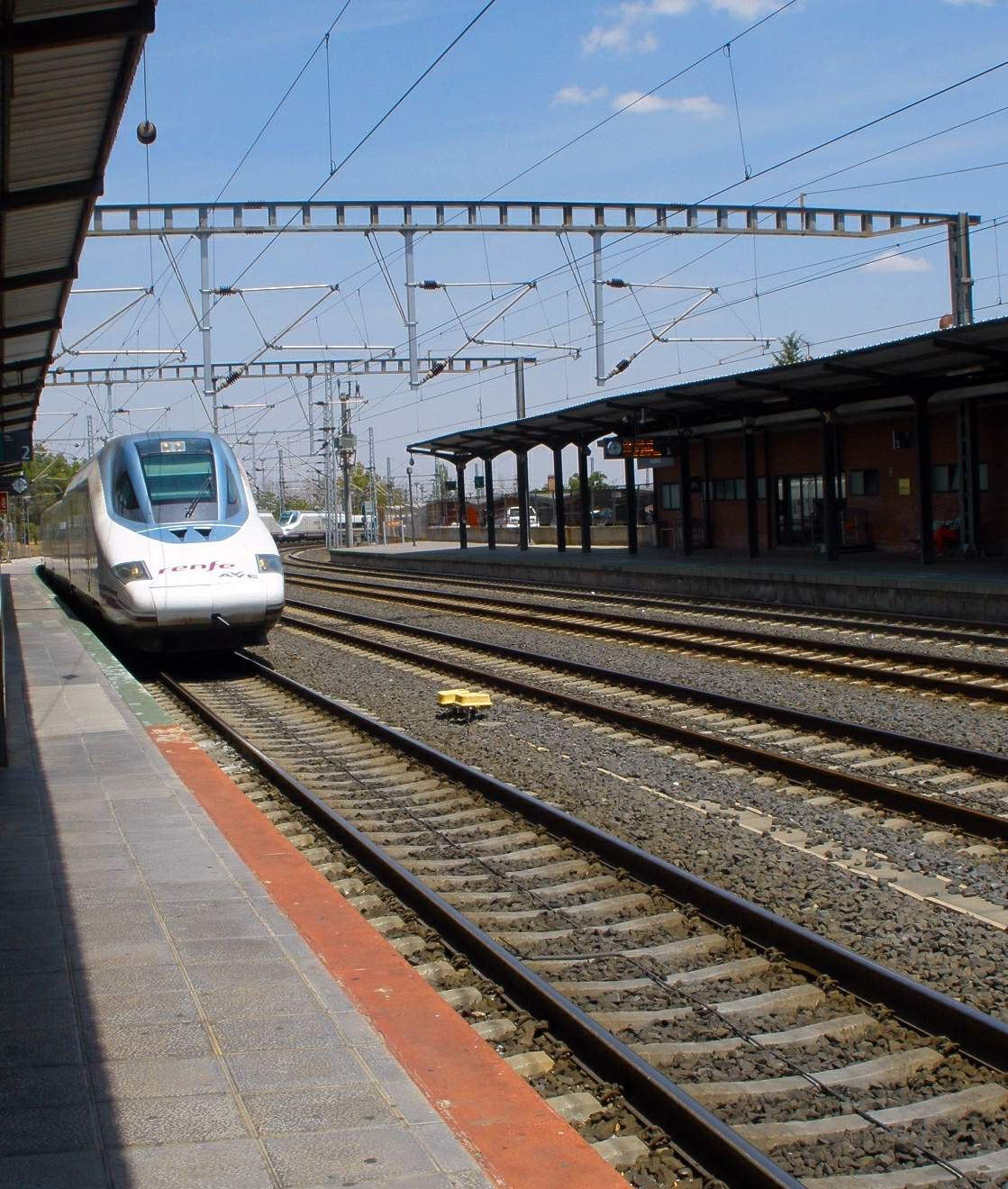
Una unidad de AVE se dispone a estacionar en Puertollano (julio de 2019)

El edificio levantado en 1992 es un recinto formado por un pabellón central basado en dos enormes pilares realizados con ladrillos vistos de gran sobriedad y varios anexos laterales. Cuenta con puntos de información, venta de billetes, máquinas expendedoras, aseos, y varios locales comerciales entre los que hay una cafetería, tiendas de regalos y empresas de alquiler de coches.
El acceso a los andenes, uno lateral y dos centrales, se realiza principalmente gracias a pasos subterráneos o ascensores a excepción del andén lateral al que se puede acceder directamente. Ha sido dotada con cuatro vías de ancho internacional (dos sin acceso a andén) y tres vías de ancho ibérico.
En el exterior dispone de varias zonas de aparcamiento habilitadas, así como paradas de taxi y autobuses urbanos.

## Servicios ferroviarios

### Larga Distancia
El tráfico de Larga Distancia cubre los trayectos Madrid-Andalucía y Barcelona-Andalucía principalmente gracias a trenes AVE, Alvia y InterCity Renfe.

### Media Distancia
Los trenes de Media Distancia operados por Renfe conectan Puertollano principalmente con Madrid, Badajoz o Ciudad Real. Algunos de estos trayectos se realizan con trenes Avant en régimen de alta velocidad.